# 北京大学中国语言文学系
北京大学中国语言文学系是北京大学的一个系，创始于1910年。

## 历史
北京大学中国语言文学系是北京大学下属院系之一。其的前身是于1910年正式成立的京师大学堂中国文学门。1919年，中国文学门改称中国文学系。1937年，抗战爆发后，中文系随校南迁并入国立西南联合大学；并在抗战胜利后于1946年北归，恢复建制。1952年院系调整后，改称中国语言文学系。1954年，中山大学语言学系并入北大。1959年设立了古典文献专业。

## 现状
目前北京大学中文系共下设四个本科专业：中国文学、汉语语言学、古典文献学、应用语言学（中文信息处理），此外中文系还设有外国留学生的汉语言文学本科专业。

## 著名人物
- 鲁迅
- 周作人
- 胡适
- 林昭
- 陈希同

## 历任系主任
- 魏建功
- 杨晦
- 向景洁
- 季镇淮（1979－1984）
- 严家炎（1984－1989）
- 孙玉石（1989－1994）
- 费振刚（1995－1999）
- 温儒敏（1999－2008）
- 陈平原（2008－2012）
- 陈跃红（2012－2016）
- 陈晓明（2016－2021）
- 杜晓勤（2021－）

## 參见
- 沈阳事件